# Louis Octave Mattei
Pour les articles homonymes, voir Mattei.
 (juin 2017).
Si vous disposez d'ouvrages ou d'articles de référence ou si vous connaissez des sites web de qualité traitant du thème abordé ici, merci de compléter l'article en donnant les références utiles à sa vérifiabilité et en les liant à la section « Notes et références ».
Louis Octave Joseph Mattei , né à Vern-d'Anjou (Maine-et-Loire) le 20 novembre 1877 et mort à la guerre en 1918, est un sculpteur et médailleur français.

## Biographie
Louis Octave Mattei est le fils de Tancrède Mattei, gendarme, et de Luce Marie Louise Fourel. Il épouse Héloïse Roquet dans le 14e arrondissement de Paris le 27 août 1910.
Il est élève du sculpteur et tailleur de camées Georges Tonnelier (1858-1937).
Il expose au Salon des artistes français.
Des exemplaires de sa plaquette Joffre à la Marne - « Et maintenant en avant ! » commémorant la bataille de la Marne, éditée en bronze et en plâtre, sont conservées au musée du Temps de Besançon et au musée des Beaux-Arts de La Rochelle.
Louis Octave Mattei meurt au champ d'honneur en 1918, lors de la seconde bataille de la Marne,.

## Galerie

Œuvres de Louis Octave Mattei
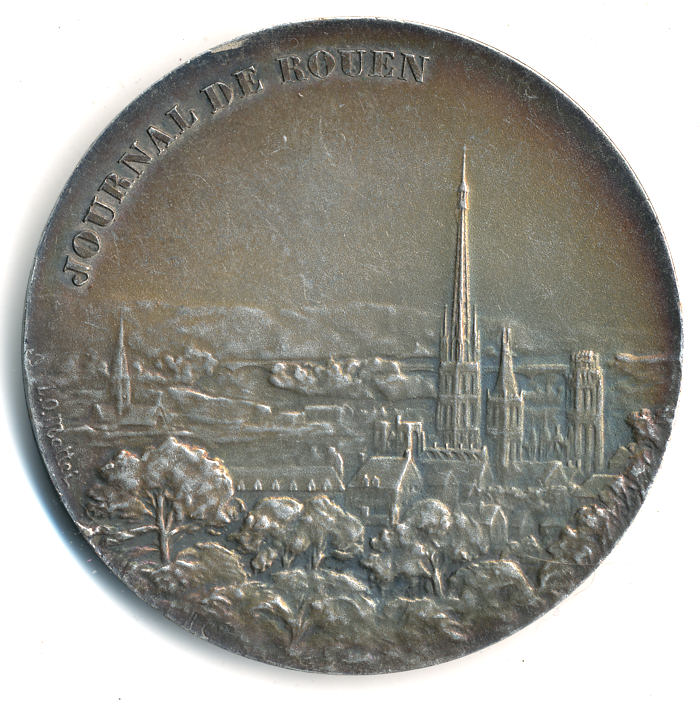
Journal de Rouen, bronze argenté, 50 mm, avers.
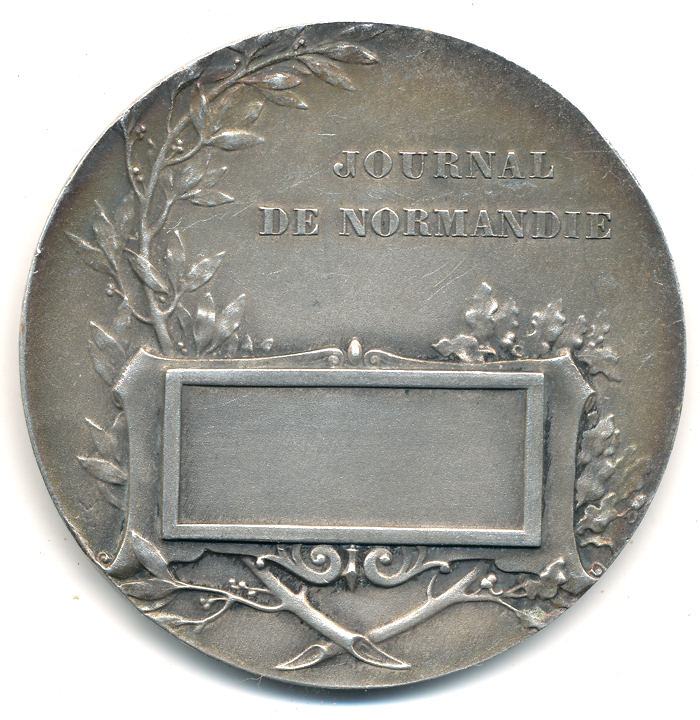
Journal de Rouen, revers.
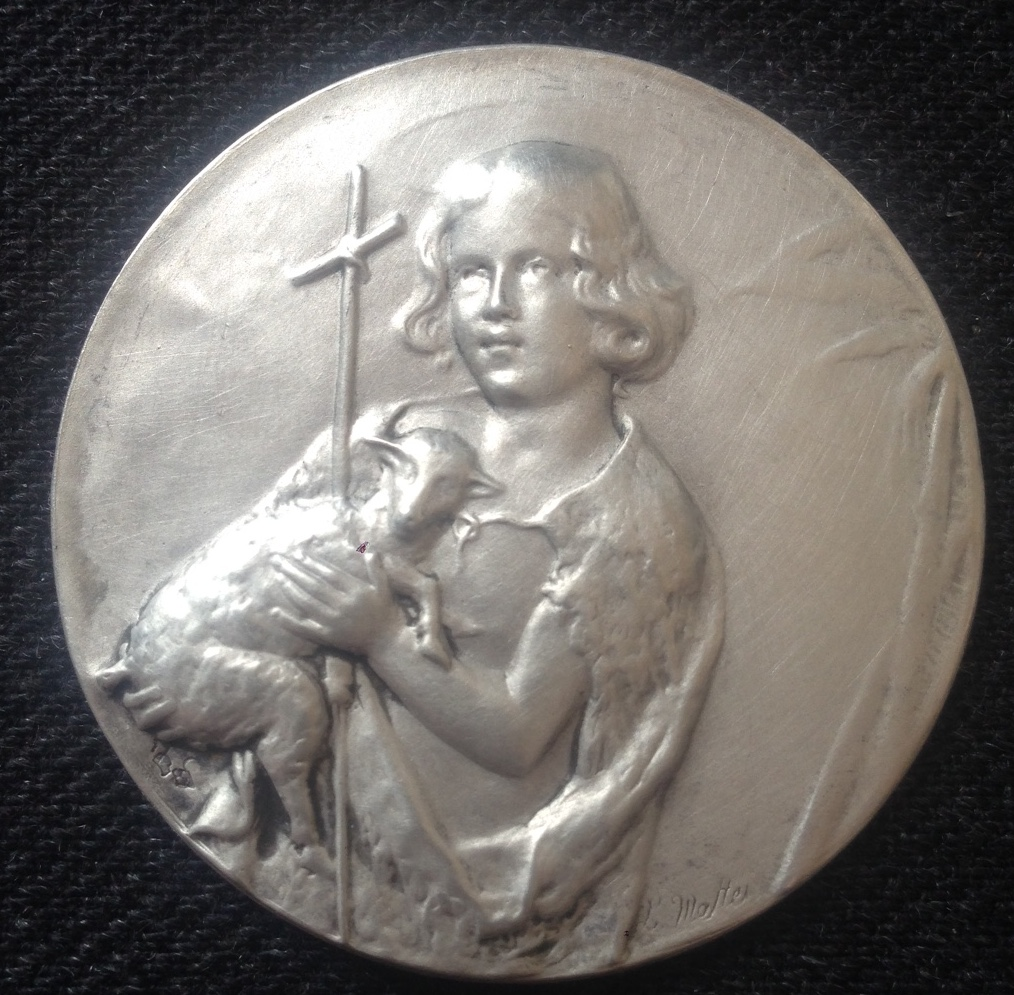
Saint Jean Baptiste.
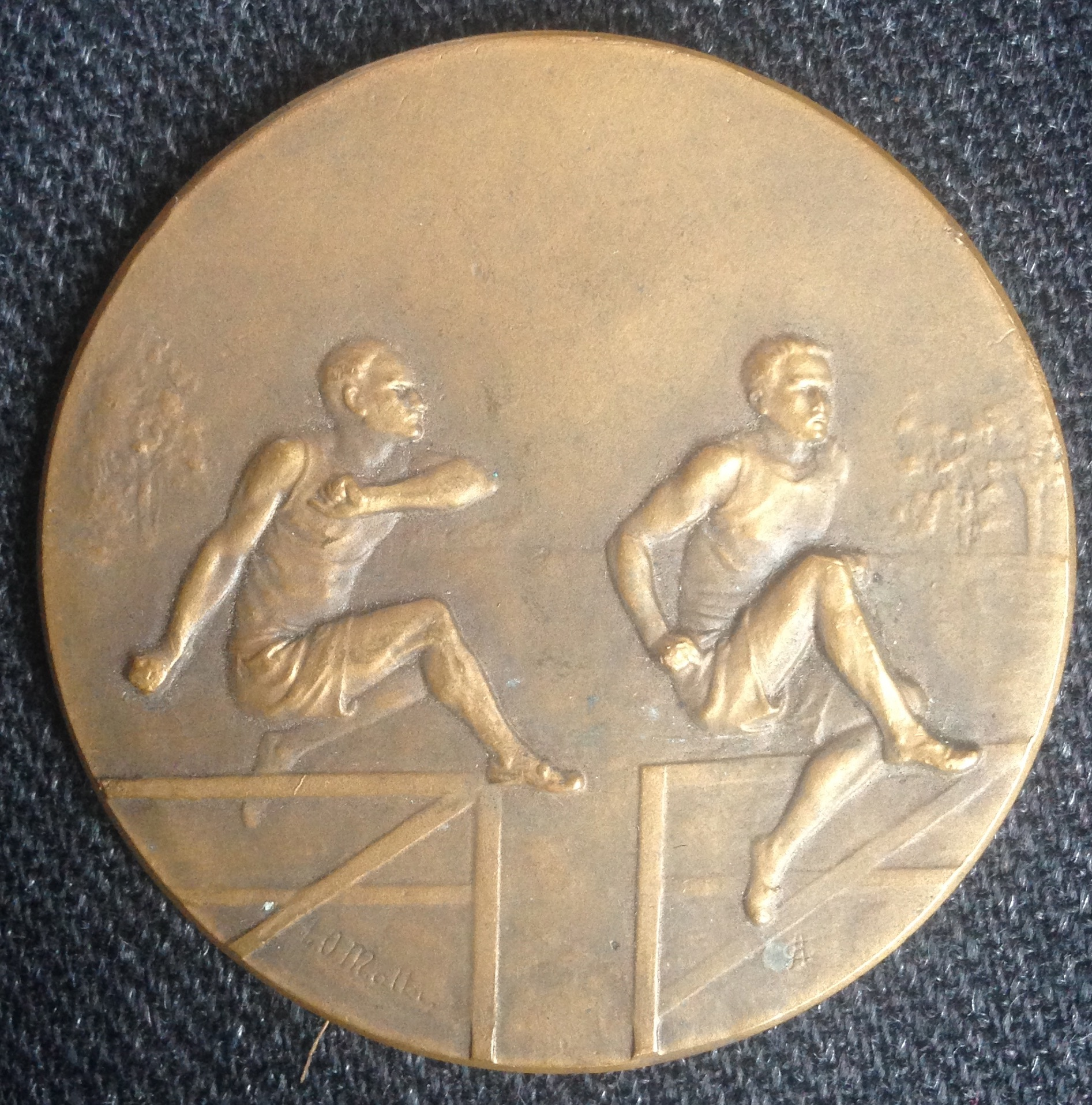
Saut de haie, avers.
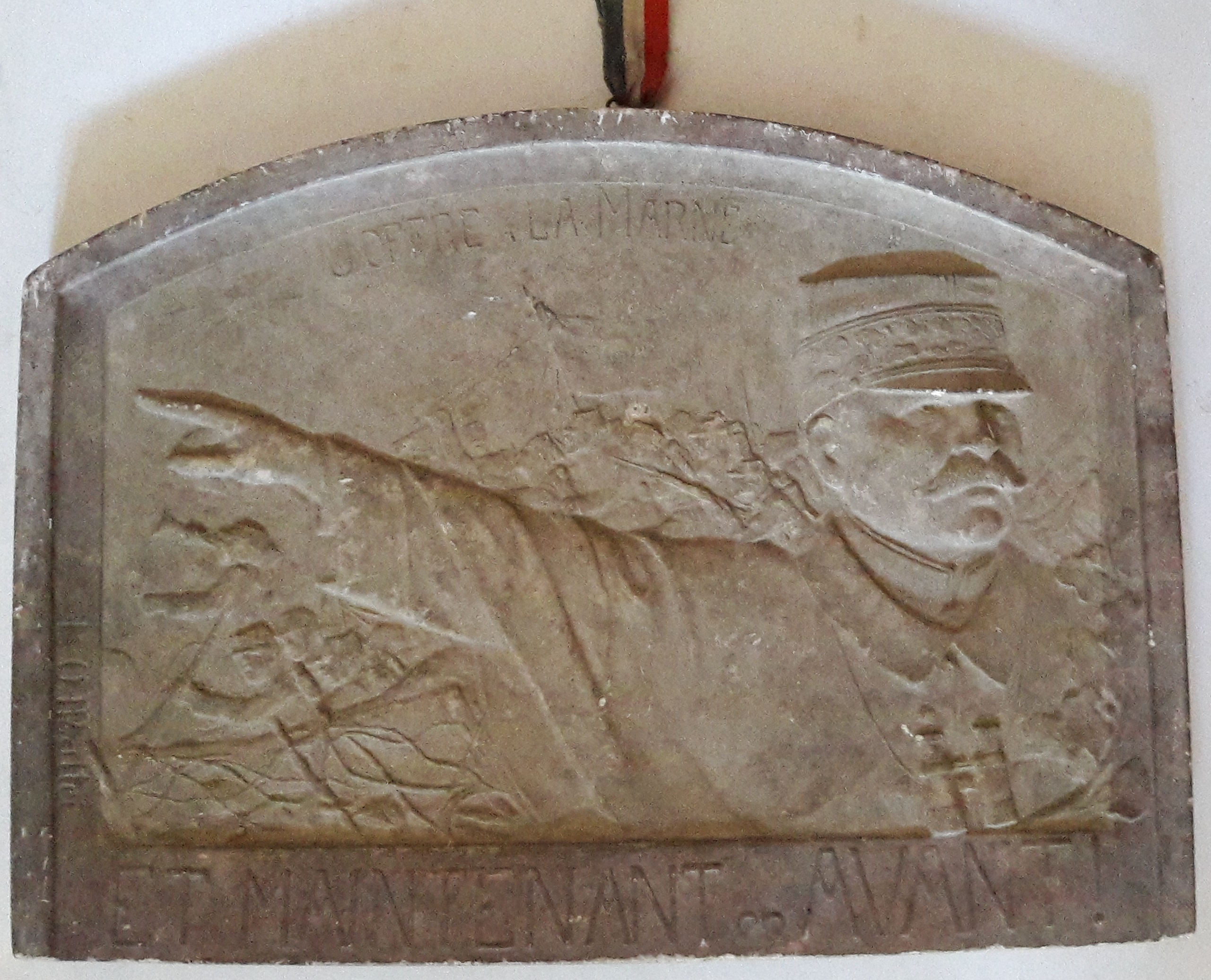
Joffre à la Marne - « Et maintenant en avant ! », plaquette en plâtre.